# Ebrorregión
La Ebrorregión o Ebro Región es una entidad supraautonómica destinada a defender los intereses de Aragón, Navarra y La Rioja, comunidades regadas por el Ebro.

## Antecedentes de la Ebroregión
El tramo medio del valle del Ebro que discurre entre los Pirineos, la cordillera Cantábrica y el sistema Ibérico, forman un espacio aislado del resto de España y Francia, por lo que en muchos casos el devenir histórico de los pueblos de esta región ha corrido paralelo, como en el caso del reino de Navarra, el reino de Banu Qasi o según los últimos estudios en tiempos prerromanos ocupados por el mismo pueblo vascón (no confundir con los vascos actuales). Así mismo, parece que en esta área hubo una unidad lingüística, primero de lenguaje ibero-vascón, antes de la romanización y después de esta, la lengua romance conocida como navarroaragonés, que evolucionó hasta la lengua conocida como aragonés.
Por otra parte, y ya en la época actual, esta región se caracteriza por un dinamismo económico en el llamado eje del Ebro de gran transcendencia para la economía del país.
- Datos: Q5816847